# Žlebič
Ta članek opisuje povšinski geomorfološki pojav. Za naselje v ribniški občini glej Žlebič, Ribnica.
Žlebìči so žlebovom podobne vzporedne podolgovate vdolbine, ki se pojavljajo na površini nagnjene kamnine. Potekajo v smeri največje strmine in lahko v dolžino merijo več metrov, v širino pa od 1 do 30 centimetrov in se povečujejo v smeri navzdol. Navadno imajo ti kanali ostre robove, proti dnu pa se ožajo; v primeru, da so nastali na kamnu pod plastjo površinske prsti, so v prerezu nekoliko bolj zaobljeni. Če je kamnito površje, na katerem se žlebiči nahajajo, strmejše, so ti razmeroma ravni, v nasprotnem primeru pa se lahko zvijajo v meandre.
Žlebiči nastanejo na mestih, kjer voda zaradi strmca odteka po kamnini. Kisle primesi korozivno razjedajo kamnino, zaradi česar se prične oblikovati in povečevati vdolbina v jedru vodnega toka. Na vrhu kamnite strmine nastajajo manjše izvedbe žlebičev, mikrožlebiči, ki so široki do 3 centimetrov in se po strmini izgubijo, saj se spodnja plast vode, ki je v stiku s kamnino, zasiti ter zaradi tega izgubi korozivno moč. Če pride do manj ploskovnega odtekanja vode zaradi združevanja slednje v ozke tokove, se posledično hitrejša voda prične vrtinčiti in mešati, s tem pa pridejo v stik s kamnino tudi nezasiteni sloji. Tako nastanejo tudi širši, globlji in meter ali več dolgi žlebiči.
Solzajni žlebiči, ki se v smeri navzdol manjšajo, pa se oblikujejo na mestih, kjer na skalovje pada že združen vodni tok, npr. iz škavnice ali višje skale.